# Murphys
Murphys – jednostka osadnicza w Stanach Zjednoczonych, w stanie Kalifornia, w hrabstwie Calaveras.